# Zatiljna kost
Zatiljna kost (lat. os occipitale) kost je glave, koja se nalazi na donjem stražnjem dijelu lubanje. Kost ima oblik tanjura, trapezoidnog oblika, koji je probušen velikim okruglim otvorom foramen magnum (lat.) u središtu. 
Kroz zatiljni otvor prolazi kralježnična moždina, a kraj njega se nalaze sa svake strane po jedan otvor kroz koje iz lubanje izlaze podjezični živci. 
Zatiljnu kost čine četiri dijela:
- pars basalis (lat.)
- partes laterales (lat.) - dva lateralna dijela
- squama occipitalis (lat.) - zatiljna ljuska

Zatiljna kost je uzglobljena sa:
- tjemenom kosti (lat. os parietale) (2)
- sljepoočnom kosti (2)
- atlas (lat. atlas) - prvi vratni kralješak